# دانشگاه جنوا
دانشگاه جنوا که با نام اختصاری UniGe نیز شناخته می‌شود (ایتالیایی: Università di Genova) یکی از بزرگترین و معتبرترین دانشگاه‌های ایتالیا است. این دانشگاه در شهر جنوا در ریویرا ایتالیا در منطقه لیگوریا در شمال غربی ایتالیا واقع شده‌است. دانشگاه اصلی در سال 1481 تأسیس شد.
بر اساس رتبه‌بندی آکادمیک مایکروسافت در سال ۲۰۱۶ دانشگاه جنوا در بین دانشگاه‌های اروپایی در زمینه‌های مختلف علوم کامپیوتر رتبهٔ ممتازی دارد.
- در یادگیری ماشین و تشخیص الگو دانشگاه جنوا بهترین مؤسسه علمی در ایتالیا است و در اروپا رتبه ۳۶ را دارد.[۱]
- در بینایی کامپیوتر دانشگاه جنوا بهترین مؤسسه علمی در ایتالیا است و در اروپا رتبه ۳۴ را دارد.[۲]
- دانشگاه جنوا در رشته گرافیک کامپیوتری رتبه دوم را در ایتالیا و رتبه ۳۵ را در اروپا دارد.[۳]